# Rhythmic Songs
La Rhythmic Songs (precedentemente nota come Rhythmic Airplay, Rhythmic Top 40 o CHR/Rhythmic chart) è una classifica musicale basata sull'airplay radiofonico e pubblicata settimanalmente sulla rivista Billboard. La classifica traccia e misura l'airplay delle canzoni suonate sulle stazioni di musica ritmica statunitensi, le cui playlist includono principalmente brani musicali R&B/Hip Hop, Rhythmic pop ed alcuni brani dance. La Arbitron a volte ha fatto riferimento a questo genere come Rhythmic Contemporary Hit Radio. La prima classifica è stata pubblicata il 15 febbraio 1987.